# Семенаві-Кей-Бахрі
Семена́ві-Кей-Бахрі́ (тигр. ሰሜናዊ ቀይሕ ባሕሪ; також знана як Північний Червономорський регіон) — один із шести регіонів (зоба) Еритреї, столиця області — місто Массава. До складу зоби входить архіпелаг Дахлак. Озеро Кулул, найнижча точка Еритреї, також знаходиться в цьому регіоні. Зоба складається із 10 районів.
Семіен-Кей-Бахрі межує із усіма іншими зобами Еритреї, окрім провінції Гаш-Барка, на півдні має кордон із Ефіопією, на півночі — із Суданом.
Населення — 653300 осіб (2005; 373784 в 1997).

## Адміністративний устрій
Райони:
- Адоба — Адоба
- Афабет — Афабет
- Гелаело — Гелаело
- Гіндае — Гіндае
- Дахлак — Джимхіл
- Карура — Карура
- Массава — Массава
- Накфа — Накфа
- Форо — Форо
- Шееб — Шееб